# Leioproctus flavorufus
Leioproctus flavorufus är en biart som först beskrevs av Cockerell 1905.  Leioproctus flavorufus ingår i släktet Leioproctus och familjen korttungebin. Inga underarter finns listade i Catalogue of Life.

## Bildgalleri

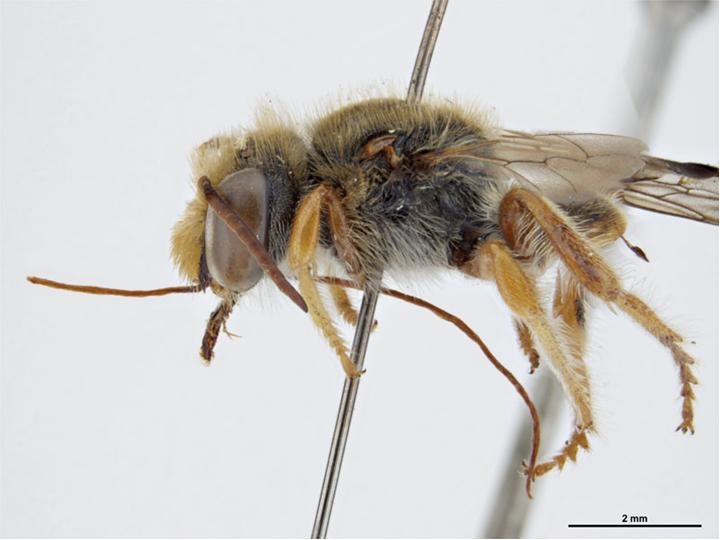